# Barbodes colemani
Barbodes colemani är en fiskart som först beskrevs av Fowler, 1937.  Barbodes colemani ingår i släktet Barbodes och familjen karpfiskar. Inga underarter finns listade.